# Bayerisches Kadettenkorps

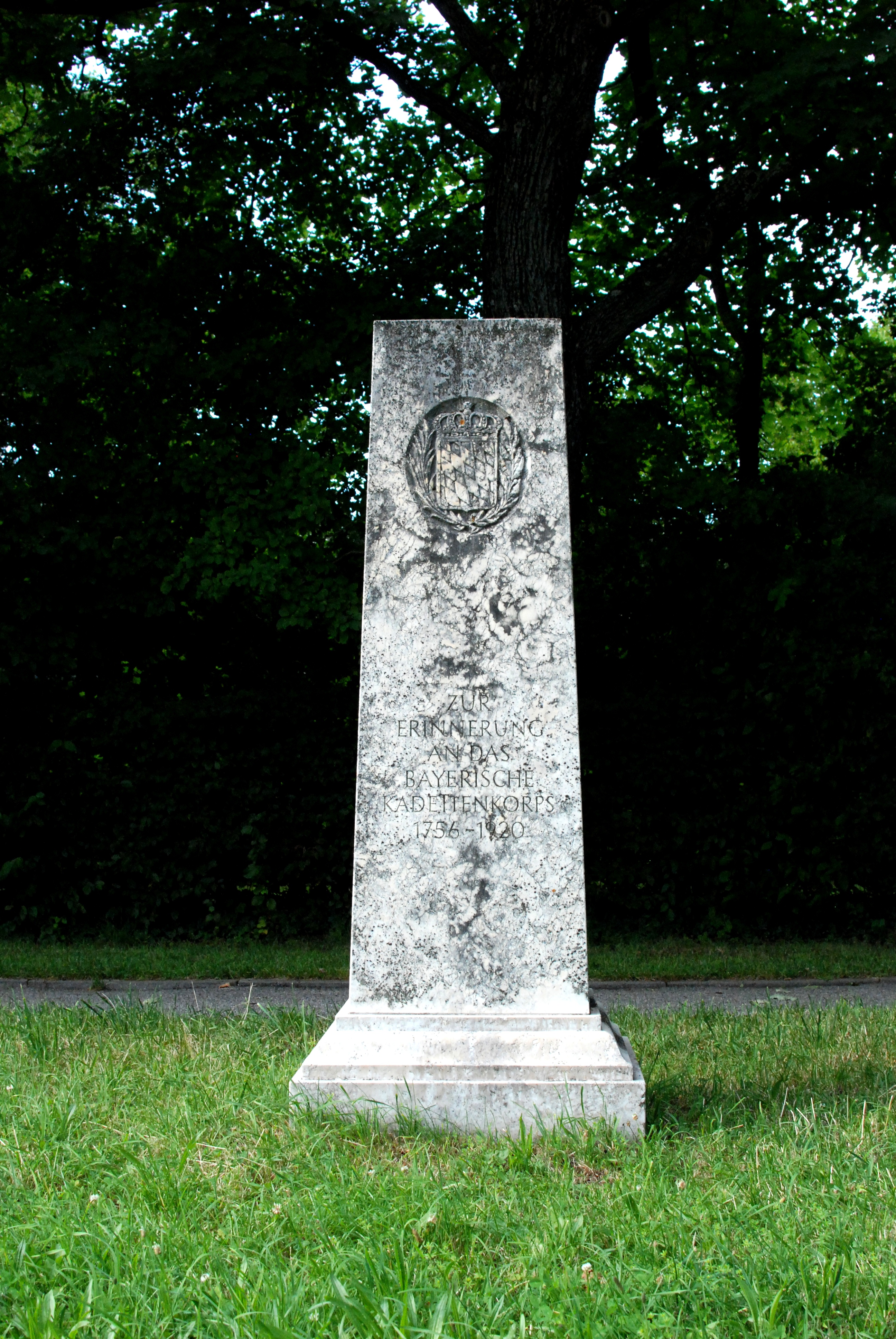
Gedenkstein für das Bayerische Kadettenkorps am Marsplatz in Neuhausen

Das Bayerische Kadettenkorps war eine Offiziersschule der Bayerischen Armee in München.
Das Institut wurde 1756 gegründet und war seit 1805 zentrale Ausbildungseinrichtung des bayerischen Offizierkorps. Im Rahmen des Heeresreform von 1868 wurde der Besuch des Kadettenkorps dem Realgymnasium gleichgestellt. Im Rahmen der Integration der Bayerischen Armee in die Reichswehr und der Aufhebung ihres Sonderstatus wurde die Anstalt 1920 aufgelöst und in das Wittelsbacher-Gymnasium integriert.

## Geschichte
Kurfürst Maximilian III. Joseph hatte 1756 ein Kadettenkorps einrichten lassen, welches in München angesiedelt wurde. Laut Johann Martin Maximilian Einzinger von Einzing, in seinem Standardwerk Bayerische Adelshistorie (1768), war der erste Kommandeur Philipp Reinhard von Klingenberg auch der Initiator der Kadettenanstalt, der dem Kurfürsten die Errichtung vorgeschlagen hatte. Der Offizier erwarb sich große Verdienste um den Aufbau des jungen Institutes und fertigte auch die ersten Statuten. Mit Datum vom 1. Juli 1756 wurde es offiziell gegründet. Konkret war das Korps nach seiner Gründung in einem Haus vor dem Sendlinger Tor untergebracht. Ab 1762 wurden die Kadetten in einem Haus in der Nähe der Kreuzkaserne einquartiert. Im Jahr 1775 zogen sie in das „Wilhelminum“ um, ein ehemaliges Kollegiengebäude der Jesuiten, welches ab 1783 die Bayerische Akademie der Wissenschaften beherbergte und 1944 zerstört wurde.
Das Kadettenkorps wurde 1777 aus der Armee ausgegliedert und von Herzogin Maria Anna von Bayern privat weiterbetrieben, da der Staat nach der Vereinigung von Kurpfalz und Kurbayern die nötigen Geldmittel nicht mehr aufbringen konnte. Die Privatschule wurde ab 1778 „Herzoglich Marianische Landes-Akademie“ genannt.
Nachdem die Herzogin 1790 gestorben war, wurde das Korps auf Anregung von Graf Rumford als „Militärakademie“ wieder vom Staat betrieben. Kurfürst Max IV. Joseph ließ die Akademie, deren Schwerpunkt damals verstärkt auf akademischer Bildung lag, 1805 militärisch reorganisieren. Georg von Tausch schuf damals unter dem Kommandanten, General Reinhard von Werneck, den neuen Lehrplan des Instituts.
Da im Wilhelminum zu wenig Platz war, wurden ab 1805 auch Überlegungen zur Verlegung des Korps in das Hieronymiten-Kloster im Lehel (heute die Klosterkirche St. Anna im Lehel) angestellt. Ein entsprechender kurfürstlicher Erlass war am 22. März 1805 ergangen. Am 3. Juli 1805 genehmigte der Kurfürst die Umbaupläne seines Hofintendanten Andreas Gärtner. Aufgrund einer Denkschrift des späteren Kriegsministers Johann Nepomuk von Triva, der die Einrichtung einer Kaserne in dem Kloster empfahl, wurden die Pläne für das Kadettenkorps kurz darauf verworfen. In dem Kloster wurde stattdessen die Lehel-Kaserne eingerichtet.
Erst im November 1808 wurde wieder eine neue Unterbringungsmöglichkeit geplant. Es handelte sich diesmal um den ehemaligen Witwensitz der Herzogin Anna Marie, den so genannten „Herzoggarten“ am Karlsplatz. Im Frühjahr 1809 erstellte der Kriegsökonomierat Frey ein Gutachten, in welchem er einen Alternativstandort in der Maxvorstadt vorschlug, da die Gebäude im Herzoggarten hätten saniert werden müssen. Da sich der Kommandant des Kadettenkorps, der General von Werneck, nicht mit dem Kriegsökonomierat einig wurde, verblieb das Korps noch bis 1827 im Wilhelminum und zog letztlich in den Herzoggarten um.
Im Jahr 1851 wurde die Artillerie- und Genie-Ausbildung aus dem allgemeinen Bildungsplan herausgenommen. Angehende Infanterie- und Kavallerieoffiziere wurden nun nach dem allgemeinen Abschluss zu ihren jeweiligen Einheiten versetzt, während die Junker der Artillerie- und Genietruppe weitere zwei Jahre Spezialausbildung an der Königlich Bayerischen Artillerie- und Ingenieur-Schule erhielten.
Nach dem Tod von Prinz Karl fiel der Herzoggarten zunächst seinem Großneffen Prinz Otto zu, wegen dessen Geisteskrankheit beanspruchte jedoch Prinz Luitpold das Gelände. Ab 1879 musste die Armee daher eine Jahresmiete von 22.000 Mark zahlen. Das Kriegsministerium plante daraufhin die Verlegung sämtlicher Militärbildungsanstalten auf das Marsfeld. Diese Pläne wurden zunächst aus Geldmangel nicht weiter verfolgt, als jedoch das Finanzministerium den Herzoggarten kaufte, musste das Kadettenkorps schließlich doch verlegt werden.
König Ludwig II. hatte den Bau neuer Militärbildungsanstalten auf dem Marsfeld am 29. April 1885 genehmigt, die Planungsphase wurde Mitte 1886 abgeschlossen. Am 9. April 1888 fand der Baubeginn für das neue Gebäude des Kadettenkorps statt, welches am 1. August 1890 an dieses übergeben werden konnte.

## Kommandeure
| Dienstgrad                  | Name                             | Datum         |
| --------------------------- | -------------------------------- | ------------- |
|                             | Philipp Reinhard von Klingenberg | 1756 bis 1762 |
|                             | Anton von Doumayrou              | 1762 bis 1768 |
|                             | Ernst von Reissen                | 1768 bis 1775 |
|                             | Franz d’Ancillon                 | 1775 bis 1790 |
|                             | Rudolph von Benzel               | 1790 bis 1791 |
|                             | Friedrich von Schwachheim        | 1791 bis 1805 |
|                             | Reinhard von Werneck             | 1805 bis 1817 |
|                             | Georg von Tausch                 | 1817 bis 1836 |
|                             | Karl Ernst von Grießenbeck       | 1836 bis 1848 |
|                             | Moritz von Kretschmann           | 1848 bis 1851 |
|                             | Michael von Schuh                | 1851 bis 1864 |
|                             | Ferdinand von Malaisé            | 1864 bis 1867 |
|                             | Maximilian Hebberling            | 1867 bis 1873 |
|                             | Anton Orff                       | 1873 bis 1876 |
|                             | Alexander von Freyberg           | 1876 bis 1883 |
|                             | Emil von Schelhorn               | 1884 bis 1888 |
|                             | Wilhelm Gemmingen von Massenbach | 1888 bis 1889 |
|                             | Maximilian von Schuh             | 1889 bis 1890 |
|                             | Karl von Waldenfels              | 1890 bis 1892 |
|                             | Friedrich von Langenmantel       | 1892 bis 1899 |
| Major/Oberstleutnant/Oberst | Eduard Zorn                      | 1899 bis 1903 |
| Oberst                      | Friedrich Hurt                   | 1903 bis 1908 |
| Major/Oberstleutnant/Oberst | Franz Samhaber                   | 1908 bis 1912 |
| Major/Oberstleutnant        | Otto von Hübner                  | 1912 bis 1914 |
| Oberst                      | Franz Spengler                   | 1914 bis 1916 |
| Generalmajor z. D.          | Friedrich Otto                   | 1916 bis 1917 |
|                             | Hugo Seemüller                   | 1917 bis 1919 |
|                             | Karl Koerber                     | 1919 bis 1920 |